# Billie Jean King Cup 2023 − Fase classificació
La fase de classificació per la Billie Jean King Cup 2023 fou un esdeveniment celebrat els dies 14 i 15 d'abril de 2023 previ a la fase final d'aquest torneig. En aquesta fase es van disputar vuit enfrontaments directes que van permetre als guanyadors accedir a la fase final.

## Equips
18 equips nacionals van participar en aquesta ronda per classificar-se per la fase final en sèries basades en el format local-visitant tradicional. Equips classificats de la següent forma:
- 10 equips participants en les Billie Jean King Cup Finals 2022 excepte els finalistes
- 8 equips guanyadors dels Play-offs de l'edició anterior

Els nou equips vencedors d'aquesta fase es van classificar per les Billie Jean King Cup Finals 2023, mentre que els vuit equips perdedors van accedir als Play-offs d'aquesta edició de la competició.
| Equips caps de sèrie 1. Espanya (núm. 3) 2. Txèquia (núm. 4) 3. França (núm. 5) 4. Canadà (núm. 6) 5. Estats Units (núm. 7) 6. Eslovàquia (núm. 8) 7. Alemanya (núm. 9) 8. Kazakhstan (núm. 10) 9. Romania (núm. 12) | Equips no caps de sèrie - Itàlia (núm. 13) - Bèlgica (núm. 14) - Regne Unit (núm. 15) - Polònia (núm. 16) - Brasil (núm. 17) - Ucraïna (núm. 20) - Mèxic (núm. 22) - Àustria (núm. 30) - Eslovènia (núm. 34) |

- Rànquing a 16 de novembre de 2022.

## Resum
| Seu (superfície)                                                      | Equip local      | Resultat | Equip visitant |
| --------------------------------------------------------------------- | ---------------- | -------- | -------------- |
| Club de Tenis Puente Romano, Marbella, Espanya (terra batuda)         | Espanya (1)      | 3 − 1    | Mèxic          |
| Megasaray Club Belek, Antalya, Turquia (terra batuda)                 | Ucraïna          | 1 − 3    | Txèquia (2)    |
| Coventry Building Society Arena, Coventry, Regne Unit (dura interior) | Regne Unit       | 1 − 3    | França (3)     |
| Pacific Coliseum, Vancouver, Canadà (dura interior)                   | Canadà (4)       | 3 − 2    | Bèlgica        |
| Delray Beach Tennis Center, Delray Beach, Estats Units (dura)         | Estats Units (5) | 4 − 0    | Àustria        |
| NTC Arena, Bratislava, Eslovàquia (dura interior)                     | Eslovàquia (6)   | 2 − 3    | Itàlia         |
| Porsche-Arena, Stuttgart, Alemanya (terra batuda interior)            | Alemanya (7)     | 3 − 1    | Brasil         |
| National Tennis Centre, Astanà, Kazakhstan (terra batuda interior)    | Kazakhstan (8)   | 3 − 1    | Polònia        |
| Sport Park Bonifika, Koper, Eslovènia (terra batuda)                  | Eslovènia        | 3 − 2    | Romania (9)    |

## Eliminatòries

### Espanya vs. Mèxic
| · Espanya · 3 | Club de Tenis Puente Romano, Marbella, Espanya 14 − 15 d'abril de 2023 Terra batuda | Club de Tenis Puente Romano, Marbella, Espanya 14 − 15 d'abril de 2023 Terra batuda | · Mèxic · 1 |      |          |             |
| \| \| [1] \| \| 1 \| 2 \| 3 \| \| \| - \| --------------- \| ------------------------------------------------------------------------- \| --- \| ---- \| -------- \| ----------- \| \| 1 \| Espanya · Mèxic \| Sara Sorribes Tormo Fernanda Contreras Gomez \| 6 0 \| 6 0 \| \| \| \| 2 \| Espanya · Mèxic \| Nuria Parrizas Diaz Renata Zarazua \| 6 4 \| 6 3 \| \| \| \| 3 \| Espanya · Mèxic \| Nuria Parrizas Diaz Marcela Zacarias \| 6 3 \| 6 0 \| \| \| \| 4 \| Espanya · Mèxic \| Sara Sorribes Tormo Renata Zarazua \| \| \| \| no disputat \| \| 5 \| Espanya · Mèxic \| Aliona Bolsova Zadoinov / Rebeka Masarova Giuliana Olmos / Renata Zarazua \| 6 4 \| 65 7 \| [7] [10] \| \| |                                                                                     |                                                                                     |             |      |          |             |
| | [ 1 ]                                                                               |                                                                                     | 1           | 2    | 3        |             |
| 1 | Espanya · Mèxic                                                                     | Sara Sorribes Tormo Fernanda Contreras Gomez                                        | 6 0         | 6 0  |          |             |
| 2 | Espanya · Mèxic                                                                     | Nuria Parrizas Diaz Renata Zarazua                                                  | 6 4         | 6 3  |          |             |
| 3 | Espanya · Mèxic                                                                     | Nuria Parrizas Diaz Marcela Zacarias                                                | 6 3         | 6 0  |          |             |
| 4 | Espanya · Mèxic                                                                     | Sara Sorribes Tormo Renata Zarazua                                                  |             |      |          | no disputat |
| 5 | Espanya · Mèxic                                                                     | Aliona Bolsova Zadoinov / Rebeka Masarova Giuliana Olmos / Renata Zarazua           | 6 4         | 65 7 | [7] [10] |             |

### Ucraïna vs. Txèquia
| · Ucraïna · 1 | Megasaray Club Belek, Antalya, Turquia 14 − 15 d'abril de 2023 Terra batuda | Megasaray Club Belek, Antalya, Turquia 14 − 15 d'abril de 2023 Terra batuda | · Txèquia · 3 |     |     |             |
| \| \| [2] \| \| 1 \| 2 \| 3 \| \| \| - \| ----------------- \| ---------------------------------------------------------------------- \| --- \| --- \| --- \| ----------- \| \| 1 \| Ucraïna · Txèquia \| Marta Kostyuk Marketa Vondrousova \| 2 6 \| 1 6 \| \| \| \| 2 \| Ucraïna · Txèquia \| Katarina Zavatska Barbora Krejčíková \| 4 6 \| 3 6 \| \| \| \| 3 \| Ucraïna · Txèquia \| Marta Kostyuk Barbora Krejčíková \| 3 6 \| 6 1 \| 6 4 \| \| \| 4 \| Ucraïna · Txèquia \| Katarina Zavatska Marketa Vondrousova \| 3 6 \| 4 6 \| \| \| \| 5 \| Ucraïna · Txèquia \| Liudmila Kitxenok / Daiana Iastremska Karolina Muchova / Linda Noskova \| \| \| \| no disputat \| |                                                                             |                                                                             |               |     |     |             |
| | [ 2 ]                                                                       |                                                                             | 1             | 2   | 3   |             |
| 1 | Ucraïna · Txèquia                                                           | Marta Kostyuk Marketa Vondrousova                                           | 2 6           | 1 6 |     |             |
| 2 | Ucraïna · Txèquia                                                           | Katarina Zavatska Barbora Krejčíková                                        | 4 6           | 3 6 |     |             |
| 3 | Ucraïna · Txèquia                                                           | Marta Kostyuk Barbora Krejčíková                                            | 3 6           | 6 1 | 6 4 |             |
| 4 | Ucraïna · Txèquia                                                           | Katarina Zavatska Marketa Vondrousova                                       | 3 6           | 4 6 |     |             |
| 5 | Ucraïna · Txèquia                                                           | Liudmila Kitxenok / Daiana Iastremska Karolina Muchova / Linda Noskova      |               |     |     | no disputat |

### Regne Unit vs. França
| · Regne Unit · 1 | Coventry Building Society Arena, Coventry, Regne Unit 14 − 15 d'abril de 2023 Dura interior | Coventry Building Society Arena, Coventry, Regne Unit 14 − 15 d'abril de 2023 Dura interior | · França · 3 |       |          |             |
| \| \| [3] \| \| 1 \| 2 \| 3 \| \| \| - \| ------------------- \| ------------------------------------------------------------------ \| ---- \| ----- \| -------- \| ----------- \| \| 1 \| Regne Unit · França \| Katie Boulter Caroline Garcia \| 7 62 \| 64 7 \| 62 7 \| \| \| 2 \| Regne Unit · França \| Harriet Dart Alizé Cornet \| 6 7 \| 63 7 \| \| \| \| 3 \| Regne Unit · França \| Harriet Dart Caroline Garcia \| 1 6 \| 7 610 \| 1 6 \| \| \| 4 \| Regne Unit · França \| Katie Boulter Alizé Cornet \| \| \| \| no disputat \| \| 5 \| Regne Unit · França \| Alicia Barnett / Olivia Nicholls Clara Burel / Kristina Mladenovic \| 7 5 \| 3 6 \| [11] [9] \| \| |                                                                                             |                                                                                             |              |       |          |             |
| | [ 3 ]                                                                                       |                                                                                             | 1            | 2     | 3        |             |
| 1 | Regne Unit · França                                                                         | Katie Boulter Caroline Garcia                                                               | 7 62         | 64 7  | 62 7     |             |
| 2 | Regne Unit · França                                                                         | Harriet Dart Alizé Cornet                                                                   | 6 7          | 63 7  |          |             |
| 3 | Regne Unit · França                                                                         | Harriet Dart Caroline Garcia                                                                | 1 6          | 7 610 | 1 6      |             |
| 4 | Regne Unit · França                                                                         | Katie Boulter Alizé Cornet                                                                  |              |       |          | no disputat |
| 5 | Regne Unit · França                                                                         | Alicia Barnett / Olivia Nicholls Clara Burel / Kristina Mladenovic                          | 7 5          | 3 6   | [11] [9] |             |

### Canadà vs. Bèlgica
| · Canadà · 3 | Pacific Coliseum, Vancouver, Canadà 14 − 15 d'abril de 2023 Dura interior | Pacific Coliseum, Vancouver, Canadà 14 − 15 d'abril de 2023 Dura interior   | · Bèlgica · 2 |     |     |  |
| \| \| [4] \| \| 1 \| 2 \| 3 \| \| \| - \| ---------------- \| --------------------------------------------------------------------------- \| --- \| --- \| --- \| \| \| 1 \| Canadà · Bèlgica \| Leylah Annie Fernandez Yanina Wickmayer \| 6 0 \| 6 3 \| \| \| \| 2 \| Canadà · Bèlgica \| Rebecca Marino Ysaline Bonaventure \| 6 4 \| 4 6 \| 4 6 \| \| \| 3 \| Canadà · Bèlgica \| Leylah Annie Fernandez Ysaline Bonaventure \| 4 6 \| 7 5 \| 6 2 \| \| \| 4 \| Canadà · Bèlgica \| Katherine Sebov Greet Minnen \| 2 6 \| 6 3 \| 3 6 \| \| \| 5 \| Canadà · Bèlgica \| Gabriela Dabrowski / Leylah Annie Fernandez Kirsten Flipkens / Greet Minnen \| 6 1 \| 6 2 \| \| \| |                                                                           |                                                                             |               |     |     |  |
| | [ 4 ]                                                                     |                                                                             | 1             | 2   | 3   |  |
| 1 | Canadà · Bèlgica                                                          | Leylah Annie Fernandez Yanina Wickmayer                                     | 6 0           | 6 3 |     |  |
| 2 | Canadà · Bèlgica                                                          | Rebecca Marino Ysaline Bonaventure                                          | 6 4           | 4 6 | 4 6 |  |
| 3 | Canadà · Bèlgica                                                          | Leylah Annie Fernandez Ysaline Bonaventure                                  | 4 6           | 7 5 | 6 2 |  |
| 4 | Canadà · Bèlgica                                                          | Katherine Sebov Greet Minnen                                                | 2 6           | 6 3 | 3 6 |  |
| 5 | Canadà · Bèlgica                                                          | Gabriela Dabrowski / Leylah Annie Fernandez Kirsten Flipkens / Greet Minnen | 6 1           | 6 2 |     |  |

### Estats Units vs. Àustria
| · Estats Units · 4 | Delray Beach Tennis Center, Delray Beach, Estats Units 14 − 15 d'abril de 2023 Dura interior | Delray Beach Tennis Center, Delray Beach, Estats Units 14 − 15 d'abril de 2023 Dura interior | · Àustria · 0 |     |   |             |
| \| \| [5] \| \| 1 \| 2 \| 3 \| \| \| - \| ---------------------- \| -------------------------------------------------------- \| --- \| --- \| - \| ----------- \| \| 1 \| Estats Units · Àustria \| Coco Gauff Julia Grabher \| 6 1 \| 6 3 \| \| \| \| 2 \| Estats Units · Àustria \| Jessica Pegula Sinja Kraus \| 6 0 \| 7 5 \| \| \| \| 3 \| Estats Units · Àustria \| Jessica Pegula Julia Grabher \| 6 1 \| 6 3 \| \| \| \| 4 \| Estats Units · Àustria \| Coco Gauff Sinja Kraus \| \| \| \| no disputat \| \| 5 \| Estats Units · Àustria \| Coco Gauff / Caty McNally Melanie Klaffner / Sinja Kraus \| 6 1 \| 6 4 \| \| \| |                                                                                              |                                                                                              |               |     |   |             |
| | [ 5 ]                                                                                        |                                                                                              | 1             | 2   | 3 |             |
| 1 | Estats Units · Àustria                                                                       | Coco Gauff Julia Grabher                                                                     | 6 1           | 6 3 |   |             |
| 2 | Estats Units · Àustria                                                                       | Jessica Pegula Sinja Kraus                                                                   | 6 0           | 7 5 |   |             |
| 3 | Estats Units · Àustria                                                                       | Jessica Pegula Julia Grabher                                                                 | 6 1           | 6 3 |   |             |
| 4 | Estats Units · Àustria                                                                       | Coco Gauff Sinja Kraus                                                                       |               |     |   | no disputat |
| 5 | Estats Units · Àustria                                                                       | Coco Gauff / Caty McNally Melanie Klaffner / Sinja Kraus                                     | 6 1           | 6 4 |   |             |

### Eslovàquia vs. Itàlia
| · Eslovàquia · 2 | NTC Arena, Bratislava, Eslovàquia 14 − 15 d'abril de 2023 Dura interior | NTC Arena, Bratislava, Eslovàquia 14 − 15 d'abril de 2023 Dura interior           | · Itàlia · 3 |      |     |  |
| \| \| [6] \| \| 1 \| 2 \| 3 \| \| \| - \| ------------------- \| --------------------------------------------------------------------------------- \| ---- \| ---- \| --- \| \| \| 1 \| Eslovàquia · Itàlia \| Anna Karolina Schmiedlova Camila Giorgi \| 2 6 \| 3 6 \| \| \| \| 2 \| Eslovàquia · Itàlia \| Viktoria Kuzmova Martina Trevisan \| 6⁹ 7 \| 3 6 \| \| \| \| 3 \| Eslovàquia · Itàlia \| Anna Karolina Schmiedlova Jasmine Paolini \| 6 1 \| 4 6 \| 6 4 \| \| \| 4 \| Eslovàquia · Itàlia \| Viktoria Hruncakova Elisabetta Cocciaretto \| 6 3 \| 7 62 \| \| \| \| 5 \| Eslovàquia · Itàlia \| Viktoria Hruncakova / Tereza Mihalikova Elisabetta Cocciaretto / Martina Trevisan \| 4 6 \| 6 4 \| 5 7 \| \| |                                                                         |                                                                                   |              |      |     |  |
| | [ 6 ]                                                                   |                                                                                   | 1            | 2    | 3   |  |
| 1 | Eslovàquia · Itàlia                                                     | Anna Karolina Schmiedlova Camila Giorgi                                           | 2 6          | 3 6  |     |  |
| 2 | Eslovàquia · Itàlia                                                     | Viktoria Kuzmova Martina Trevisan                                                 | 6⁹ 7         | 3 6  |     |  |
| 3 | Eslovàquia · Itàlia                                                     | Anna Karolina Schmiedlova Jasmine Paolini                                         | 6 1          | 4 6  | 6 4 |  |
| 4 | Eslovàquia · Itàlia                                                     | Viktoria Hruncakova Elisabetta Cocciaretto                                        | 6 3          | 7 62 |     |  |
| 5 | Eslovàquia · Itàlia                                                     | Viktoria Hruncakova / Tereza Mihalikova Elisabetta Cocciaretto / Martina Trevisan | 4 6          | 6 4  | 5 7 |  |

### Alemanya vs. Brasil
| · Alemanya · 3 | Porsche-Arena, Stuttgart, Alemanya 14 − 15 d'abril de 2023 Terra batuda interior | Porsche-Arena, Stuttgart, Alemanya 14 − 15 d'abril de 2023 Terra batuda interior | · Brasil · 1 |     |     |             |
| \| \| [7] \| \| 1 \| 2 \| 3 \| \| \| - \| ----------------- \| ------------------------------------------------------------------- \| ---- \| --- \| --- \| ----------- \| \| 1 \| Alemanya · Brasil \| Anna-Lena Friedsam Beatriz Haddad Maia \| 6 3 \| 4 6 \| 3 6 \| \| \| 2 \| Alemanya · Brasil \| Tatjana Maria Laura Pigossi \| 6 3 \| 3 6 \| 7 5 \| \| \| 3 \| Alemanya · Brasil \| Jule Niemeier Beatriz Haddad Maia \| 7 63 \| 3 6 \| 6 2 \| \| \| 4 \| Alemanya · Brasil \| Anna-Lena Friedsam Laura Pigossi \| 6 1 \| 6 0 \| \| \| \| 5 \| Alemanya · Brasil \| Jule Niemeier / Laura Siegemund Beatriz Haddad Maia / Luisa Stefani \| \| \| \| no disputat \| |                                                                                  |                                                                                  |              |     |     |             |
| | [ 7 ]                                                                            |                                                                                  | 1            | 2   | 3   |             |
| 1 | Alemanya · Brasil                                                                | Anna-Lena Friedsam Beatriz Haddad Maia                                           | 6 3          | 4 6 | 3 6 |             |
| 2 | Alemanya · Brasil                                                                | Tatjana Maria Laura Pigossi                                                      | 6 3          | 3 6 | 7 5 |             |
| 3 | Alemanya · Brasil                                                                | Jule Niemeier Beatriz Haddad Maia                                                | 7 63         | 3 6 | 6 2 |             |
| 4 | Alemanya · Brasil                                                                | Anna-Lena Friedsam Laura Pigossi                                                 | 6 1          | 6 0 |     |             |
| 5 | Alemanya · Brasil                                                                | Jule Niemeier / Laura Siegemund Beatriz Haddad Maia / Luisa Stefani              |              |     |     | no disputat |

### Kazakhstan vs. Polònia
| · Kazakhstan · 3 | National Tennis Centre, Astanà, Kazakhstan 14 − 15 d'abril de 2023 Terra batuda interior | National Tennis Centre, Astanà, Kazakhstan 14 − 15 d'abril de 2023 Terra batuda interior | · Polònia · 1 |     |   |             |
| \| \| [8] \| \| 1 \| 2 \| 3 \| \| \| - \| -------------------- \| --------------------------------------------------------------------- \| --- \| --- \| - \| ----------- \| \| 1 \| Kazakhstan · Polònia \| Yulia Putintseva Magda Linette \| 7 5 \| 6 3 \| \| \| \| 2 \| Kazakhstan · Polònia \| Ielena Ribàkina Weronika Falkowska \| 6 3 \| 6 4 \| \| \| \| 3 \| Kazakhstan · Polònia \| Ielena Ribàkina Magda Linette \| 6 4 \| 6 2 \| \| \| \| 4 \| Kazakhstan · Polònia \| Yulia Putintseva Weronika Falkowska \| \| \| \| no disputat \| \| 5 \| Kazakhstan · Polònia \| Anna Danilina / Yulia Putintseva Weronika Falkowska / Alicja Rosolska \| 4 6 \| 4 6 \| \| \| |                                                                                          |                                                                                          |               |     |   |             |
| | [ 8 ]                                                                                    |                                                                                          | 1             | 2   | 3 |             |
| 1 | Kazakhstan · Polònia                                                                     | Yulia Putintseva Magda Linette                                                           | 7 5           | 6 3 |   |             |
| 2 | Kazakhstan · Polònia                                                                     | Ielena Ribàkina Weronika Falkowska                                                       | 6 3           | 6 4 |   |             |
| 3 | Kazakhstan · Polònia                                                                     | Ielena Ribàkina Magda Linette                                                            | 6 4           | 6 2 |   |             |
| 4 | Kazakhstan · Polònia                                                                     | Yulia Putintseva Weronika Falkowska                                                      |               |     |   | no disputat |
| 5 | Kazakhstan · Polònia                                                                     | Anna Danilina / Yulia Putintseva Weronika Falkowska / Alicja Rosolska                    | 4 6           | 4 6 |   |             |

### Eslovènia vs. Romania
| · Eslovènia · 3 | Sport Park Bonifika, Koper, Eslovènia 14 − 15 d'abril de 2023 Terra batuda | Sport Park Bonifika, Koper, Eslovènia 14 − 15 d'abril de 2023 Terra batuda | · Romania · 2 |      |     |  |
| \| \| [9] \| \| 1 \| 2 \| 3 \| \| \| - \| ------------------- \| ---------------------------------------------------------------- \| --- \| ---- \| --- \| \| \| 1 \| Eslovènia · Romania \| Kaja Juvan Ana Bogdan \| 6 3 \| 3 6 \| 4 6 \| \| \| 2 \| Eslovènia · Romania \| Tamara Zidansek Jaqueline Adina Cristian \| 1 6 \| 6 4 \| 3 6 \| \| \| 3 \| Eslovènia · Romania \| Tamara Zidansek Ana Bogdan \| 3 6 \| 7 64 \| 7 5 \| \| \| 4 \| Eslovènia · Romania \| Kaja Juvan Jaqueline Adina Cristian \| 6 2 \| 6 4 \| \| \| \| 5 \| Eslovènia · Romania \| Kaja Juvan / Tamara Zidansek Irina Maria Bara / Monica Niculescu \| 4 6 \| 6 2 \| 6 4 \| \| |                                                                            |                                                                            |               |      |     |  |
| | [ 9 ]                                                                      |                                                                            | 1             | 2    | 3   |  |
| 1 | Eslovènia · Romania                                                        | Kaja Juvan Ana Bogdan                                                      | 6 3           | 3 6  | 4 6 |  |
| 2 | Eslovènia · Romania                                                        | Tamara Zidansek Jaqueline Adina Cristian                                   | 1 6           | 6 4  | 3 6 |  |
| 3 | Eslovènia · Romania                                                        | Tamara Zidansek Ana Bogdan                                                 | 3 6           | 7 64 | 7 5 |  |
| 4 | Eslovènia · Romania                                                        | Kaja Juvan Jaqueline Adina Cristian                                        | 6 2           | 6 4  |     |  |
| 5 | Eslovènia · Romania                                                        | Kaja Juvan / Tamara Zidansek Irina Maria Bara / Monica Niculescu           | 4 6           | 6 2  | 6 4 |  |